# Ваннитсен, Вилли
Вилли Ваннитсен (нидерл. Willy Vannitsen; 8 февраля 1935,  Синт-Трёйден, провинция Лимбург,  Бельгия — 19 августа 2001, коммуна  Тинен, провинция Фламандский Брабант, Бельгия)  — бельгийский профессиональный шоссейный и трековый велогонщик в 1955—1966 годах. Победитель этапов Гранд-туров Тур де Франс и Джиро д’Италия. Победитель однодневных велогонок: Хейстсе Пейл (1954), Тур Лимбурга (1957, 1960), Джиро ди Тоскана (1958), Флеш Валонь (1961), Тре Валли Варезине (1961), Схелдепрейс (1965).

## Достижения

### Шоссе
1953
1-й — Этапы 1 и 5 Тур Бельгии (любители)
1954
1-й — Этапы 1, 2, 6a и 8 Тур Бельгии (любители)
1-й Хейстсе Пейл
3-й De Drie Zustersteden
1955
1-й De Drie Zustersteden
1-й Антверпсе Хавенпейл (любители)
3-й Flèche hesbignonne-Cras Avernas
4-й Тур Бельгии — Генеральная классификация
1-й — Этап 1
1956
1-й — Этап 2 Тур Нидерландов
1-й — Этапы 1 и 2b Trois Jours d'Anvers
4-й Милан — Сан-Ремо
1957
1-й Тур Лимбурга
1958
Джиро д’Италия
1-й — Этап 1
 Лидер в генеральной классификации после Этапа 1
1-й — Этапы 2 и 3 Париж — Ницца
1-й Джиро ди Тоскана — Генеральная классификация
5-й Флеш Валонь
1959
1-й — Этап 1 Париж — Ницца
1-й — Этап 1a Тур Бельгии
2-й Джиро ди Ломбардия
2-й Париж — Брюссель
2-й Милан — Мантуя
6-й Гент — Вевельгем
7-й Милан — Сан-Ремо
10-й Льеж — Бастонь — Льеж
1960
1-й Тур Лимбурга
2-й Чемпионат Бельгии — Групповая гонка
1961
1-й Флеш Валонь
1-й Милан — Виньола
1-й Тре Валли Варезине
9-й Супер Престиж Перно
1962
1-й — Этапы 10 и 15 Тур де Франс
1-й — Этап 2 Тур Люксембурга
7-й Тур Фландрии
7-й Гент — Вевельгем
1963
4-й Тур Фландрии
7-й Гент — Вевельгем
1964
1-й — Этап 2 Париж — Ницца
1965
1-й — Этап 6 Париж — Ницца
1-й — Этап 4b Тур Нидерландов
1-й Схелдепрейс
3-й Париж — Рубе
4-й Тур Фландрии
5-й Милан — Сан-Ремо
6-й Гент — Вевельгем

### Трек
1957
1-й Шесть дней Брюсселя  (вместе с Риком Ван Лоем)
3-й Шесть дней Парижа
3-й Шесть дней Антверпена
1960
3-й Шесть дней Брюсселя
1961
1-й Шесть дней Антверпена (вместе с Риком Ван Лоем и Питером Постом)
1962
2-й  Чемпионат Европы по мэдисону
2-й Шесть дней Брюсселя
1963
2-й Шесть дней Антверпена

## Статистика выступлений

### Гранд-туры
| Гранд-тур                 | 1957 | 1958 | 1959 | 1960 | 1961 | 1962 | 1963 | 1964 | 1965 | 1966 |
| ------------------------- | ---- | ---- | ---- | ---- | ---- | ---- | ---- | ---- | ---- | ---- |
| Джиро д’Италия            | НФ   | НФ   | НФ   | НФ   | НФ   | —    | —    | —    | —    | —    |
| Тур де Франс              | —    | —    | —    | —    | —    | 70   | НФ   | НФ   | —    | НФ   |
| (c 2010 ) Вуэльта Испании | —    | —    | —    | —    | —    | —    | —    | —    | —    | —    |

| —  | Не участвовал  |
| НФ | Не финишировал |